# UVERworld 2011 Premium LIVE on Xmas at Nippon Budokan
『UVERworld 2011 Premium LIVE on Xmas at Nippon Budokan』（ウーバーワールド 2011 プレミアム ライブ オン クリスマス アット ニッポン ブドウカン）は、UVERworldの6枚目のライブDVDである。2012年4月4日にgr8!records(SME)より発売された。そして、2012年5月2日に同gr8!records(SME)よりBlu-ray Disc版が発売された。UVERworldのライブを収めたBlu-rayとしては3枚目となるものである。

## 概要
今作は、UVERworldが2011年12月25日に行った日本武道館でのワンマンライブの映像を収録している（演奏曲はすべて収録されている）。Disc-1にはクリスマスライブ、Disc-2には2011年7月21日に行ったZepp Sendaiのライブ映像が収録されている他、初回生産限定盤とBlu-ray盤のみ7月27日にZepp Tokyoで行われたライブの映像がDisc-2に追加収録されている。
クリスマスライブを行うのは4年連続である。
2012年4月16日付のオリコン週間DVD総合チャートで1位を獲得。「UVERworld Video Complete -act.1- first 5 years」より3作連続、通算4作目のDVD総合首位となった。
キャッチコピーは、『「2011年のクリスマスがまたやってくる。」』

## 収録内容
DVD
Disc-1

UVERworld 2011 Premium LIVE on Xmas at Nippon Budokan
1. OPENING
2. KINJITO
20thシングル『BABY BORN & GO / KINJITO』収録。
3. 一石を投じる Tokyo midnight sun
6thスタジオ・アルバム『LIFE 6 SENSE』収録。
4. ace of ace
6thスタジオ・アルバム『LIFE 6 SENSE』収録。
5. 6つの風
17thシングル『NO.1 (UVERworldの曲)』収録。
6. Roots
3rdスタジオ・アルバム『PROGLUTION』収録。
7. いつか必ず死ぬことを忘れるな
6thスタジオ・アルバム『LIFE 6 SENSE』収録。
8. 神集め
3rdスタジオ・アルバム『PROGLUTION』収録。
9. 99/100 騙しの哲
4thスタジオ・アルバム『AwakEVE』収録。
10. energy
9thシングル『浮世CROSSING』収録。
11. SHAMROCK
5thシングル『SHAMROCK』収録。
12. UNKNOWN ORCHESTRA
3rdスタジオ・アルバム『PROGLUTION』収録。
13. MONDO PIECE
18thシングル『MONDO PIECE』収録。
14. 境地・マントラ
19thシングル『CORE PRIDE』収録。
15. サランヘヨ
17thシングル『NO.1』収録。
3曲目「超大作+81」の曲中に収録されている。
16. BABY BORN & GO
20thシングル『BABY BORN & GO / KINJITO』収録。
17. GOLD
15thシングル『GOLD』収録。
18. スパルタ
5thスタジオ・アルバム『LAST』収録。
19. NO.1
17thシングル『NO.1』収録。
20. CORE PRIDE
19thシングル『CORE PRIDE』収録。

Disc-2

2011.7.21@Zepp Sendai
1. ace of ace
6thスタジオ・アルバム『LIFE 6 SENSE』収録。
2. Burst
1stスタジオ・アルバム『Timeless』収録。
3. 勝者臆病者
6thスタジオ・アルバム『LIFE 6 SENSE』収録。
4. 一億分の一の小説
6thスタジオ・アルバム『LIFE 6 SENSE』収録。
5. 白昼夢
6thスタジオ・アルバム『LIFE 6 SENSE』収録。
6. 境地・マントラ
19thシングル『CORE PRIDE』収録。
7. CORE PRIDE
19thシングル『CORE PRIDE』収録。
8. スパルタ
5thスタジオ・アルバム『LAST』収録。
9. UNKNOWN ORCHESTRA
7thシングル『endscape』収録。
10. CHANCE!
2ndシングル『CHANCE!』収録。

## 初回生産限定盤 & Blu-ray盤
DVD
2011.7.27@Zepp Tokyo
- 初回生産限定盤とBlu-ray盤のみZepp Tokyoでのライブ映像が収録されている。

1. いつか必ず死ぬことを忘れるな
6thスタジオ・アルバム『LIFE 6 SENSE』収録。
2. 一石を投じる Tokyo midnight sun
6thスタジオ・アルバム『LIFE 6 SENSE』収録。
3. NO.1
17thシングル『NO.1』収録。
4. GO-ON
13thシングル『GO-ON』収録。
5. 魑魅魍魎マーチ
18thシングル『MONDO PIECE』収録。
6. PRIME
2ndシングル『CHANCE!』収録。
7. MONDO PIECE
18thシングル『MONDO PIECE』収録。
8. 君の好きなうた
6thシングル『君の好きなうた』収録。
9. CORE PRIDE
19thシングル『CORE PRIDE』収録。
10. WANNA be BRILLIANT
5thスタジオ・アルバム『LAST』収録。
11. UNKNOWN ORCHESTRA
7thシングル『endscape』収録。